# Shandong-Universität
Die Shandong-Universität (chinesisch 山東大學 / 山东大学, Pinyin Shāndōng Dàxué, abgekürzt: Shanda (山大,  Shāndà), engl. SDU) ist eine öffentliche Volluniversität in Shandong, China. Sie ist in Bezug auf die Studentenzahl eine der größten Universitäten in China und wird direkt von der Regierung in Beijing unterstützt.
Die heutige Shandong-Universität ist das Ergebnis mehrerer Fusionen sowie Abspaltungen und Umstrukturierungen, an der im Laufe der Zeit mehr als ein Dutzend akademischer Institutionen beteiligt gewesen sind. Die älteste Vorgängerinstitution, die Cheeloo Universität, wurde von amerikanischen und englischen Missionaren im späten 19. Jahrhundert gegründet. Ebenfalls zu den Vorgängerschulen gehört das Tengchow College, die erste moderne Hochschule in China. Die Shandong-Universität leitet ihr offizielles Gründungsdatum von der Kaiserlichen Universität Shandong (山东大学堂) her ab, die im November 1901 als zweite moderne nationale Universität des Landes gegründet worden war.
Die Universität verfügt über sieben Standorte, von denen sich bis auf einen alle in Jinan befinden. Ein Campus im Nordosten der Hafenstadt Qingdao befindet sich im Aufbau. Die Universität wurde vom chinesischen Ministerium für Bildung seit 1960 als Schlüsselinstitution klassifiziert. Sie gehört den wichtigsten Initiativen der chinesischen Regierung zur Förderung von Top-Universitäten an, darunter dem Projekt 985 und Projekt 211.
Master- und Doktorstudien werden in allen wichtigen Disziplinen der Geisteswissenschaften, Natur- und Ingenieurwissenschaften sowie der Medizin angeboten. 2009 hatte die Universität rund 57.500 Studenten (davon rund 14.500 Postgraduierte). Sie ist Partneruniversität der Hochschule Ansbach, mit der ein Austauschprogramm im Bereich der Betriebswirtschaftslehre unterhalten wird.

## Rektoren
- Tang Shaoyi, 1901–1926
- Wang Shoupeng, 1926–1927
- Yang Zhensheng, 1930–1932

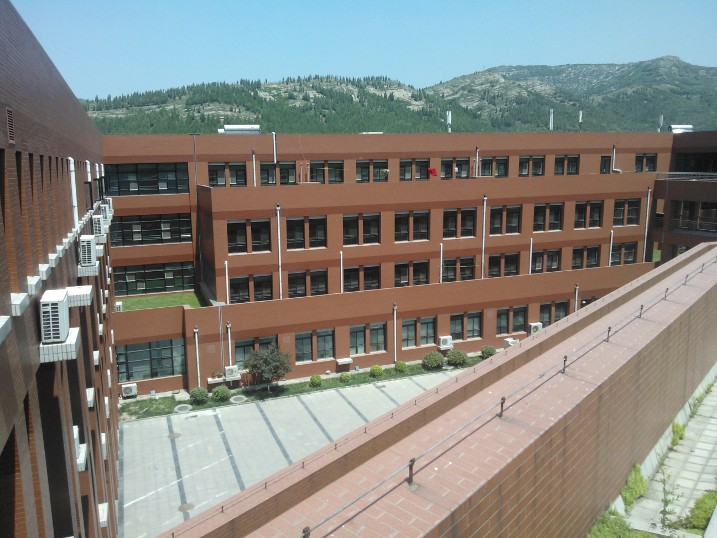
Gebäude A2 auf dem Campus Nr. 6

- Zhao Taimu, 1932–1936 und 1946–1949
- Lin Jiqing, 1936–1946
- Hua Gang, 1951–1955
- Chao Zhepu, 1956–1958
- Cheng Fangwu, 1958–1974
- Wu Fuheng, 1979–1984
- Deng Conghao, 1984–1986
- Pan Chengdong, 1986–1997
- Zeng Fanren, 1998–2000
- Zhan Tao, 2000–2008
- Xu Xianming, 2008–2013
- Zhang Rong, 2013–2017
- Fan Liming (Rektorin), 2017–